# 중타이 Z700
중타이 Z700은 2015년부터 중화인민공화국의 자동차 제조사인 중타이에서 생산하고 있는 중형 세단이다.

## 1세대(2015~현재)
2016년에는 총 13,101대가 판매되었으며, 2017년에는 9,259대가 판매되었다.